# Sloboschanske (Dnipro)

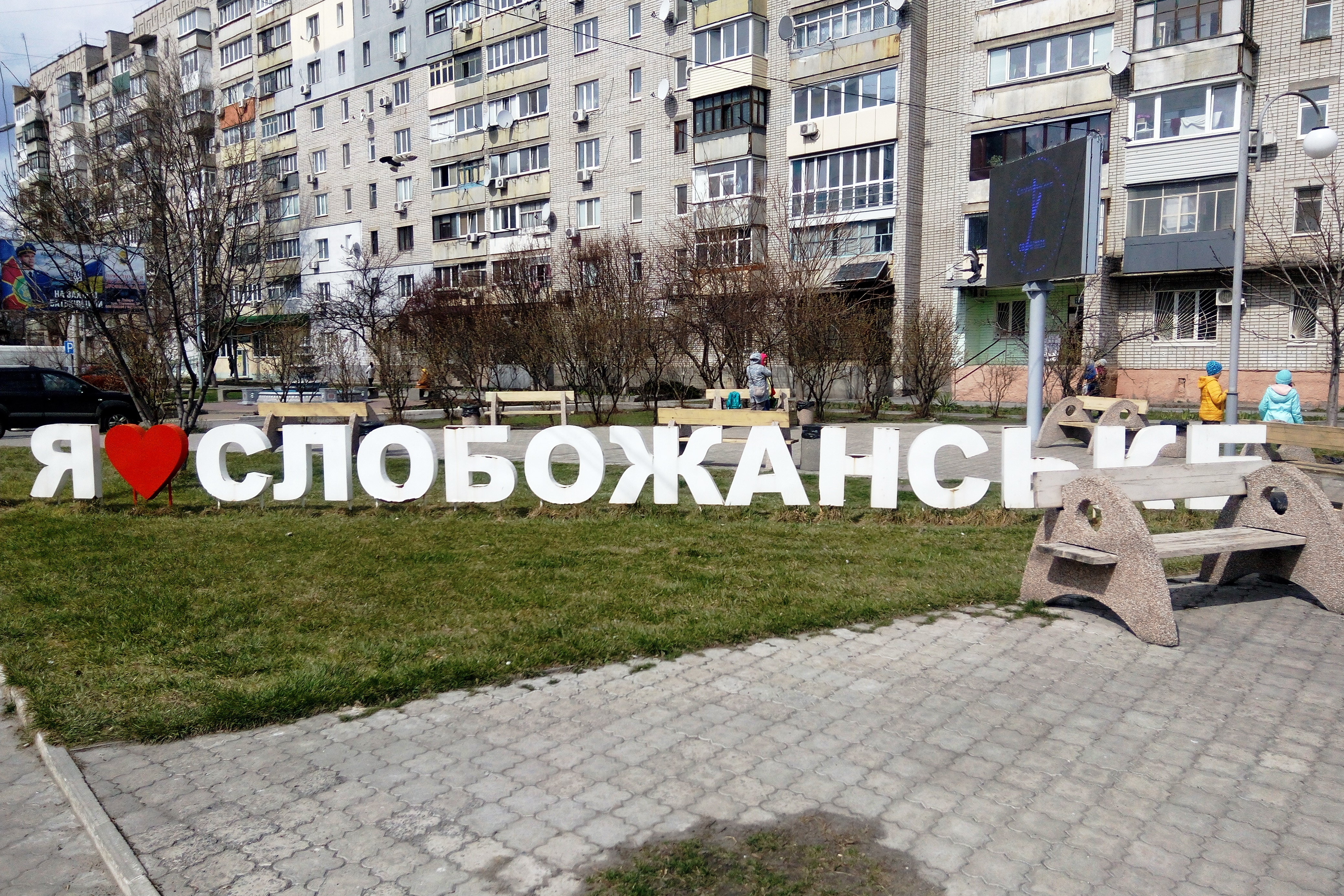
Blick in den Ort

Sloboschanske (ukrainisch Слобожанське; russisch Слобожанское Sloboschanskoje) ist eine Siedlung städtischen Typs in der Ukraine und Teil der Metropolregion Dnipro. Der Ort hat 13.000 Einwohner (2015) und liegt sowohl in der Oblast Dnipropetrowsk als auch im Rajon Dnipro.
Der Ort liegt 12 km nördlich der Innenstadt von Dnipro und 8 km südlich von Pidhorodne. Beide Städte sind über die Fernstraße M 04/E 50 zu erreichen, die am Ort vorbeiführt.

## Geschichte
Der Ort wurde am 22. Juni 1987 als Ausgründung aus dem nördlich gelegenen Pidhorodne unter dem Namen Juwilejne (ukrainisch Ювілейне) gegründet und erhielt gleichzeitig den Status einer Siedlung städtischen Typs noch im selben Jahr. Am 12. Mai 2016 wurde der Ort auf Grund der ukrainischen Dekommunisierungsgesetze in Sloboschanske umbenannt.

## Verwaltungsgliederung
Am 14. August 2015 wurde die Siedlung zum Zentrum der neugegründeten Siedlungsgemeinde Juwilejne (Ювілейна селищна громада/Juwilejna selyschtschna hromada). Zu dieser zählten auch das Dorf Stepowe, bis dahin bildete sie die gleichnamige Siedlungsratsgemeinde Juwilejne (Ювілейна селищна рада/Juwilejna selyschtschna rada) im Norden des Rajons Dnipro.
Am 12. Mai 2016 wurde die Siedlungsgemeinde auf Grund der ukrainischen Dekommunisierungsgesetze in Siedlungsgemeinde Sloboschanske (Слобожанська селищна громада/Sloboschanska selyschtschna hromada) umbenannt.
Am 12. Juni 2020 kamen noch die weiteren 4 in der untenstehenden Tabelle aufgelisteten Dörfer zum Gemeindegebiet.
Folgende Orte sind neben dem Hauptort Sloboschanske Teil der Gemeinde:
| Name                     | Name           | Name                          |
| ukrainisch transkribiert | ukrainisch     | russisch                      |
| ------------------------ | -------------- | ----------------------------- |
| Baliwka                  | Балівка        | Баловка (Balowka)             |
| Oleksandriwka            | Олександрівка, | Александровка (Aleksandrowka) |
| Partysanske              | Партизанське   | Партизанское (Partisanskoje)  |
| Stepowe                  | Степове        | Степовое (Stepowoje)          |
| Wassyliwka               | Василівка      | Василевка (Wassilewka)        |

## Bevölkerung
| 1989  | 1992   | 1998   | 2001   | 2005   | 2015   |
| ----- | ------ | ------ | ------ | ------ | ------ |
| 9.267 | 10.800 | 13.400 | 11.161 | 11.603 | 13.009 |

Quelle: